# PBY (航空機)
PBY カタリナ
アリューシャン列島上空を飛行するPBY-5A
(第61哨戒飛行隊所属、1943年撮影)
- 用途：哨戒機、爆撃機、救難捜索機、消防機
- 分類：飛行艇（哨戒爆撃機）
- 設計者：アイザック・マクリン・ラドン
- 製造者：

  - コンソリデーテッド・エアクラフト社（開発）
  - ボーイング・カナダ社
  - カナディアン・ヴィッカース社
  - 海軍航空機工廠
- 運用者：
  -  アメリカ合衆国（海軍、陸軍航空軍）
  -  イギリス（イギリス空軍）
  -  カナダ（カナダ空軍）
  -  日本（海上自衛隊） ほか多数
- 初飛行：1935年3月28日
- 生産数：3,305機
- 生産開始：1936年
- 運用開始：1936年10月（アメリカ海軍）
- 退役

  - 1957年1月（米海軍予備軍）
  - 1979年（ブラジル空軍）
- 運用状況：一部民間では現役
- ユニットコスト：9万米ドル（1935年）

PBY カタリナ（Consolidated PBY Catalina ）は、アメリカ合衆国のコンソリデーテッド・エアクラフト社が開発した飛行艇である。
1935年に初飛行、第二次世界大戦中はアメリカ海軍を始めとして、連合国各国で対潜哨戒、沿岸警備、海難救助などに用いられた。またアメリカ陸軍航空軍でも捜索救難機として水陸両用のOA-10Aカタリナを採用した。軍を退役したのちは現在まで消防機として各所で用いられている。
コンソリデーテッド社の他にボーイング・カナダ社、カナディアン・ヴィッカース社、海軍工廠でも生産され、それらはPB2B、PBV、PBN ノーマッドの制式名で呼ばれた。

## 開発
アメリカ海軍における哨戒用飛行艇として、1933年よりXP3Y-1（社内名称：モデル28）として開発が開始された。1935年3月に初飛行し、同年6月に量産発注がなされ、PBY-1の名称が付けられている。名称変更は哨戒機「P」から哨戒爆撃機「PB」 への分類変更によるものである。「Y」はコンソリデーテッド社を表す。後にPBYは『カタリナ』または『キャット』と呼ばれるようになる。
双発エンジンにもかかわらず巡航速度は200km/hと決して速くはなかったが、操縦が容易で航続距離は4800km以上、連続飛行時間は15時間にも及んだ。また拡張性が高く哨戒や爆撃の他にも捜索救難や離島への軽貨物輸送など多彩な任務に対応できた。

## 機体
双発のレシプロ機であり、主翼はパラソル配置（胴体から離れた高翼単葉）となっている。主翼にフロートを持つが、翼端側に跳ね上げることで飛行中は主翼と一体となり空気抵抗を減じつつ翼面積を増大させるという仕組みになっていた。水平尾翼は垂直尾翼の中ほどにあり、垂直尾翼は方向舵の比率が高い。途中から降着装置を引き込み式として着水時の抵抗を軽減し、水陸両用機となった。
操縦席は正面の銃座よりも高い位置にあるため視界は良好であった。また、機体後部の側面にある銃座の扉は当初スライド式だったが、途中で開閉式のブリスター型に変更され閉じた状態でも広い視界を提供した。機内へは銃座から直接乗り込めるように大きく開くため、装載艇からの移乗や救助者の引き上げなど水上での出入りにも使われた。戦後の旅客型では乗客の搭乗口として跳ね上げ式のハッチに変更されている。
二式大艇とPBYの両方を操縦した日本海軍の日辻常雄少佐は、二式大艇と比べ飛行性能は圧倒的に劣るものの、ポーポイズ現象が無く離水も簡単で機内はガソリン漏れの心配が無いなど乗員へ配慮した設計思想の差を感じたという。機体強度も高く、戦後になっても払い下げの機体が飛行可能な状態を保っている。エンジンが機体に近いため騒音は大きかったが機内で喫煙が可能であるなど快適性はさほど悪くないことや、操縦や整備が容易で航続距離も長いことから旅客機として導入する航空会社もあった。

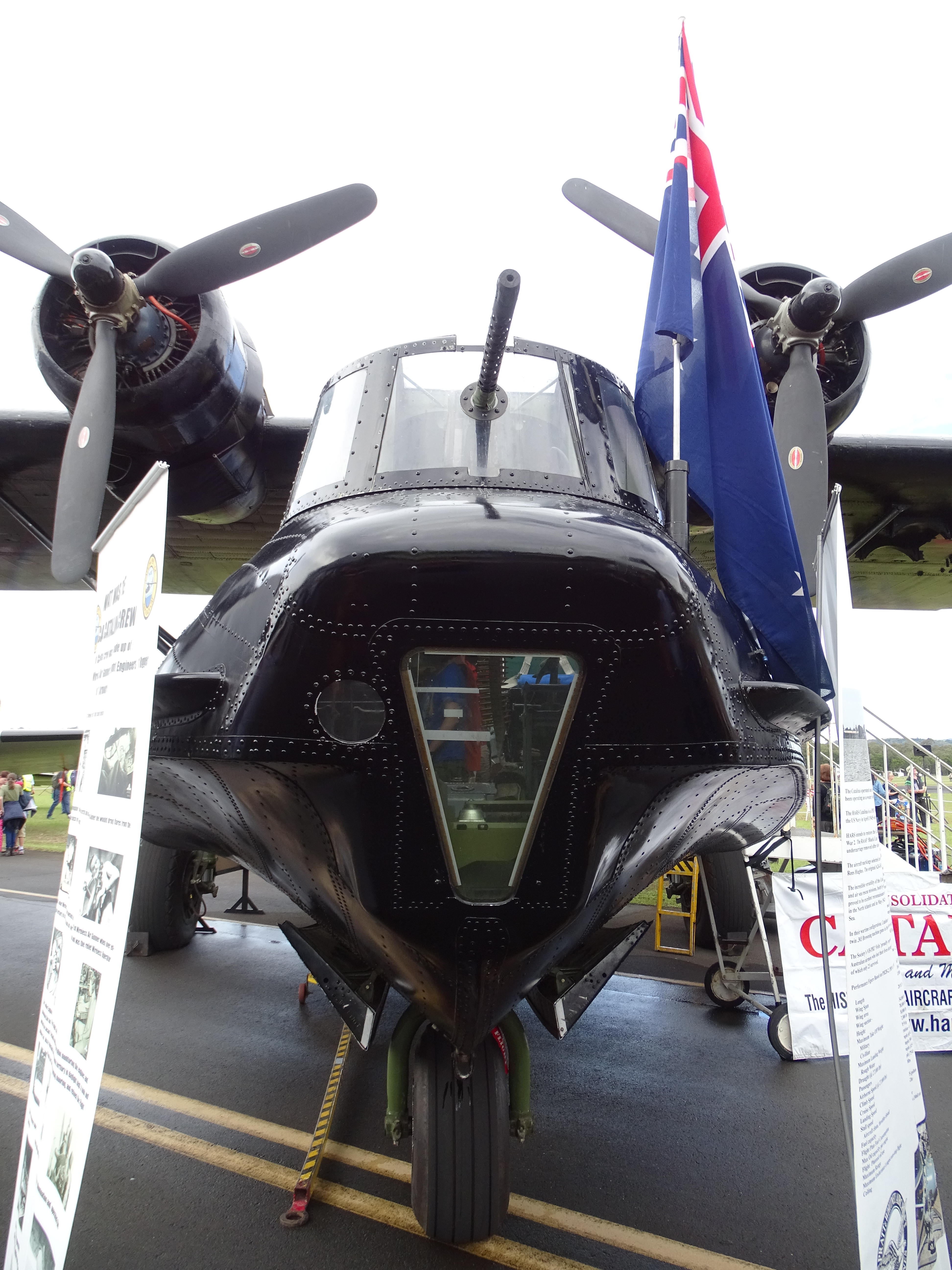
機体正面
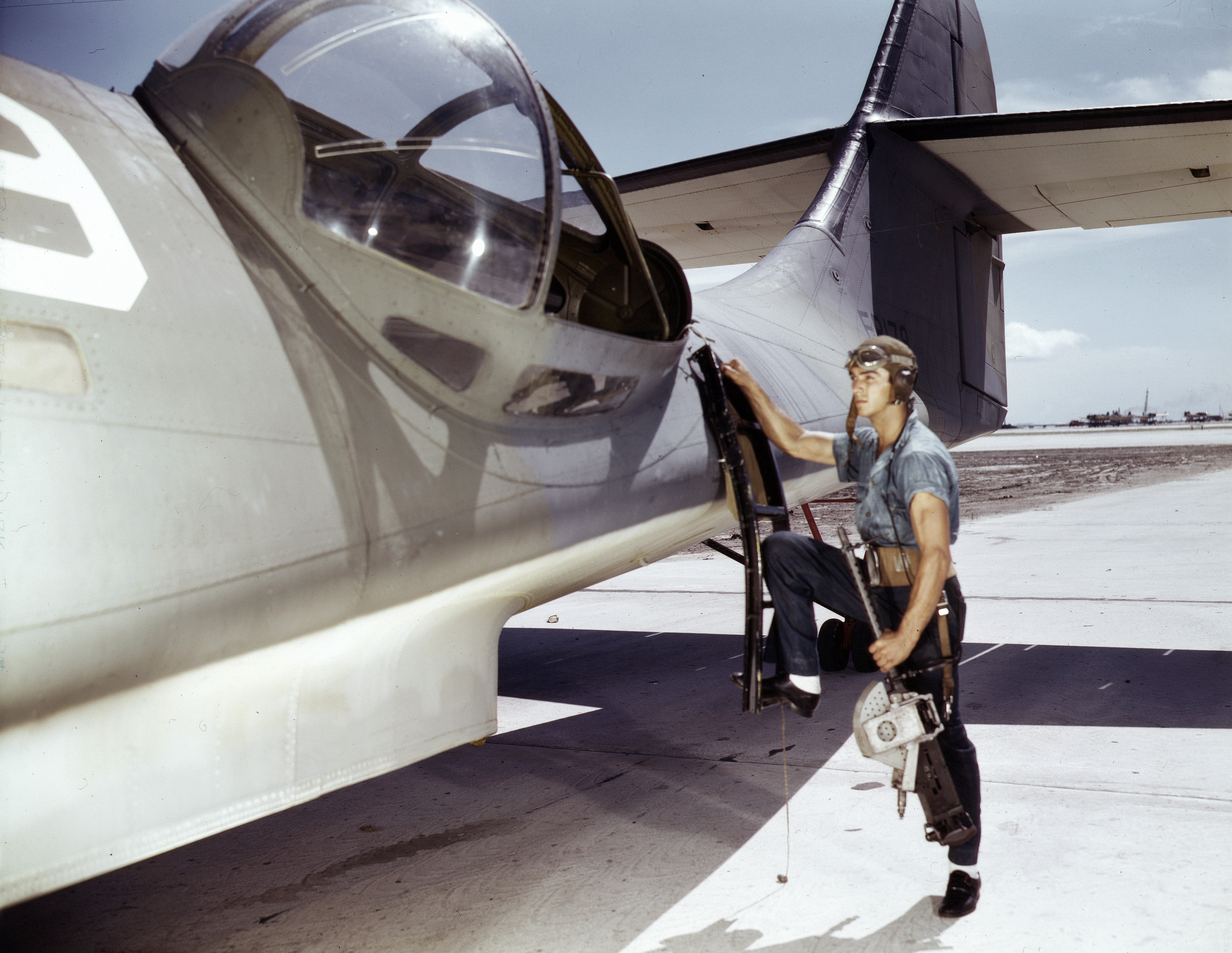
AN/M2 7.62mm機関銃を手に側面の銃座へ乗り込む搭乗員
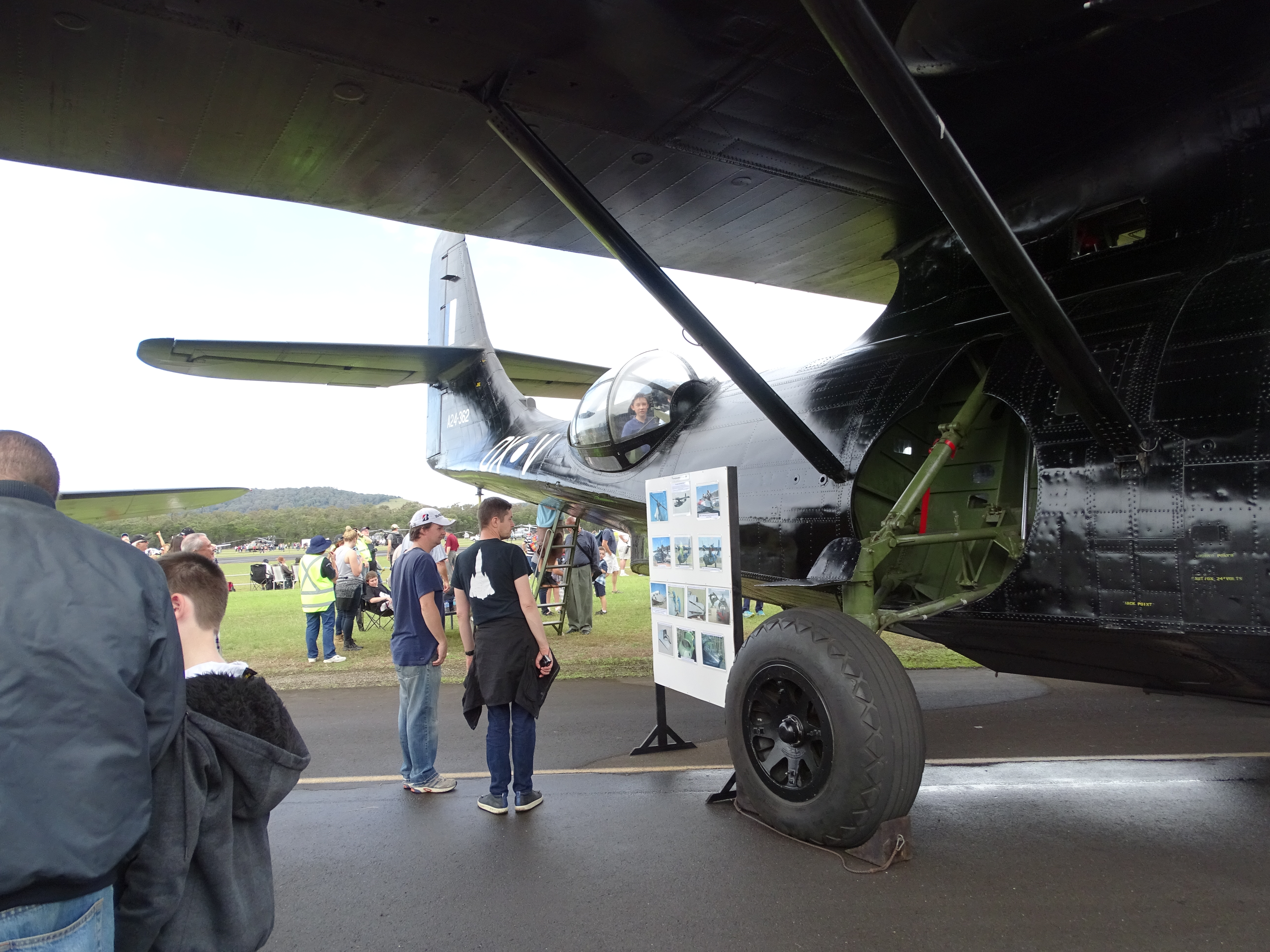
側面の銃座と降着装置
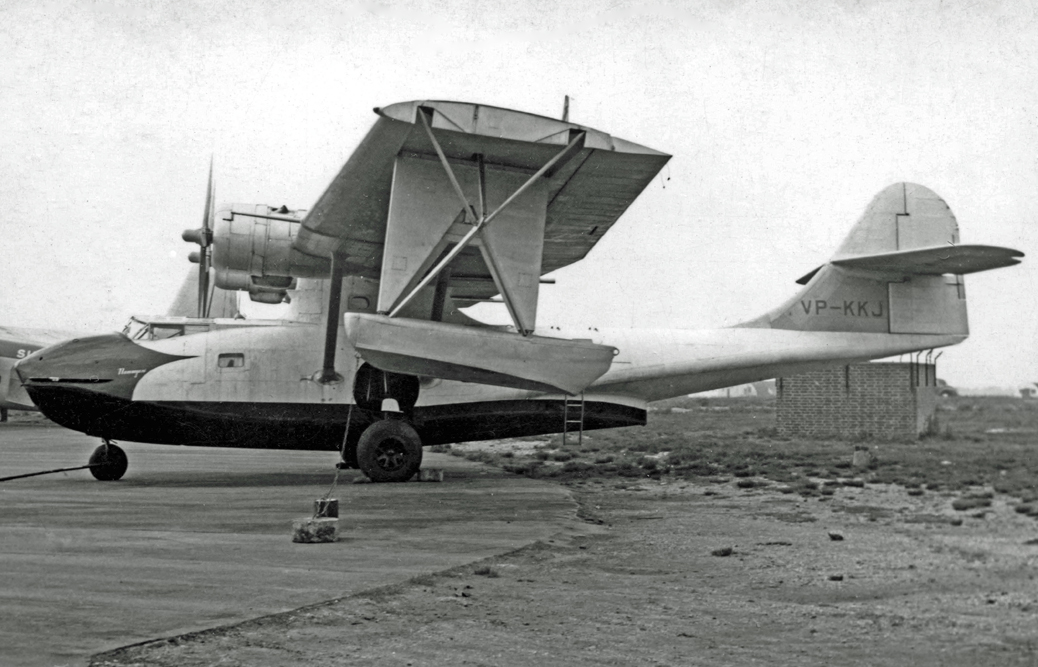
翼端とフロートの構造
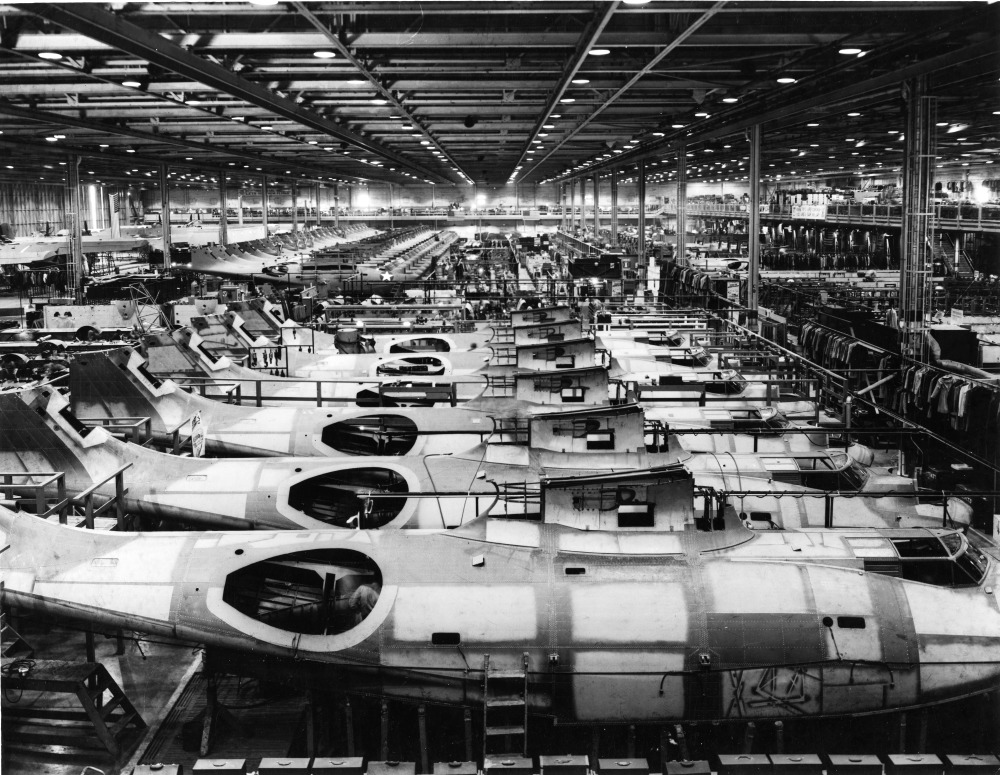
製造途中のPBY-5。銃座の部分が大きく開いている。
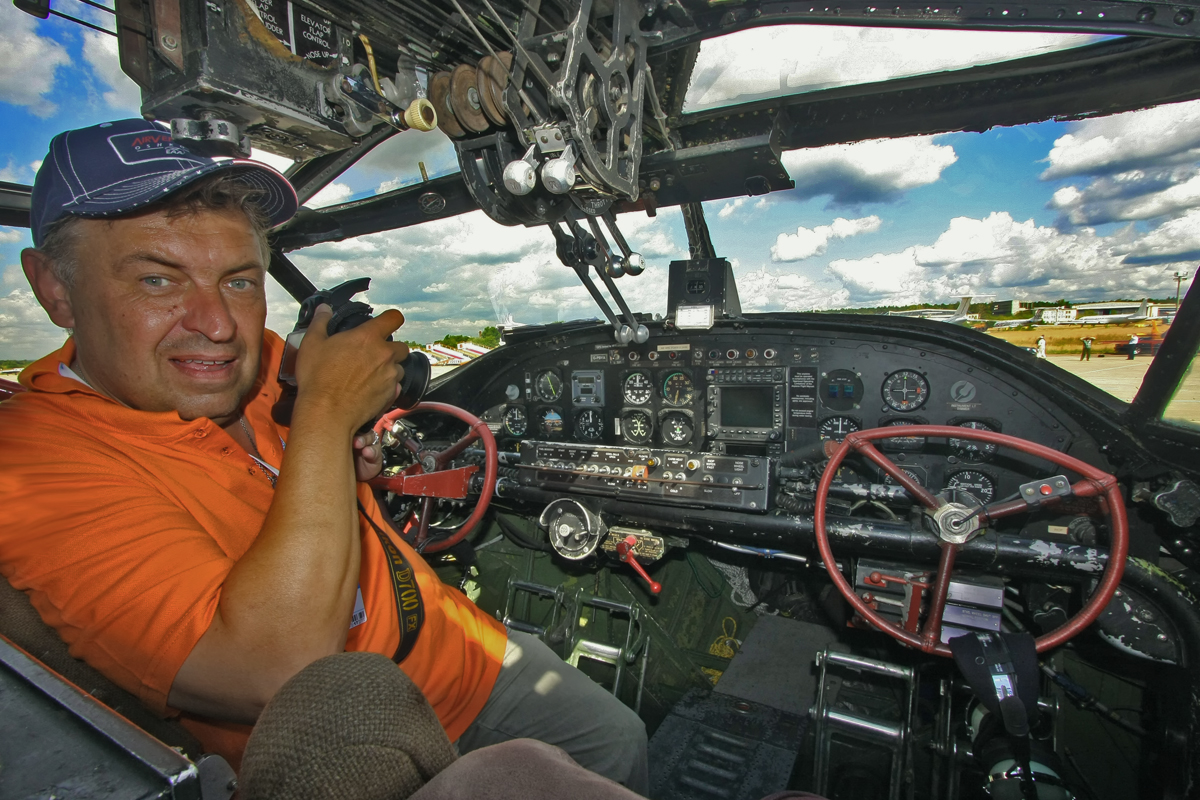
操縦席。

## 運用
1937年からアメリカ海軍で部隊配備が開始された。LORAN受信機（AN/APN-4）を搭載しており、航続距離と合わせて単独で長時間の哨戒が可能となっており、第二次世界大戦では救難や雷撃など多彩な任務に投入された。アメリカでは海軍、陸軍航空隊、沿岸警備隊で導入された。連合国のイギリス、カナダ、オーストラリアなどでも使用され、日本でも1956年に海上自衛隊に2機が供与されたが、引き渡された時点で旧式であったため、1960年に全機除籍。
太平洋戦争開戦直前の1941年12月6日に、哨戒中のイギリス空軍第205スコードロン所属のカタリナがマレー作戦に参加する上陸部隊を乗せた輸送船団に接触し、射撃範囲外から偵察を続けていたところ、同日15時、南遣艦隊司令長官兼馬来（マレー）部隊指揮官小澤治三郎海軍中将が撃墜命令を発した。1941年12月7日に上空護衛を行っていた零式水上偵察機と相互に射撃したが、その後、接近した日本陸軍の九七式戦闘機により（正式な開戦の前であったが）撃墜された。これは同戦争における最初の連合国軍の損失であった。
第二次世界大戦後には多くが民間に払い下げられ、アメリカやブラジル、カナダ、台湾（チャイナエアライン、トランスアジア航空）などで旅客機として使用されたものもある他、消防機としても用いられている。
カタリナはスウェーデン空軍機（スウェーデン空軍名称Tp 47）としても用いられたが、1952年6月16日、エストニアの北で行方不明となったDC-3機（C-47）を捜索していた時にソビエト軍機に撃墜された。1956年になってソビエト連邦は、DC-3機の撃墜を認めたが、当時はこの情報は公表されなかった。2003年にDC-3機と共に発見されている。冷戦期間中の外交的危機となったこの事件は、その名称をとって「カタリナ事件」と呼ばれている。

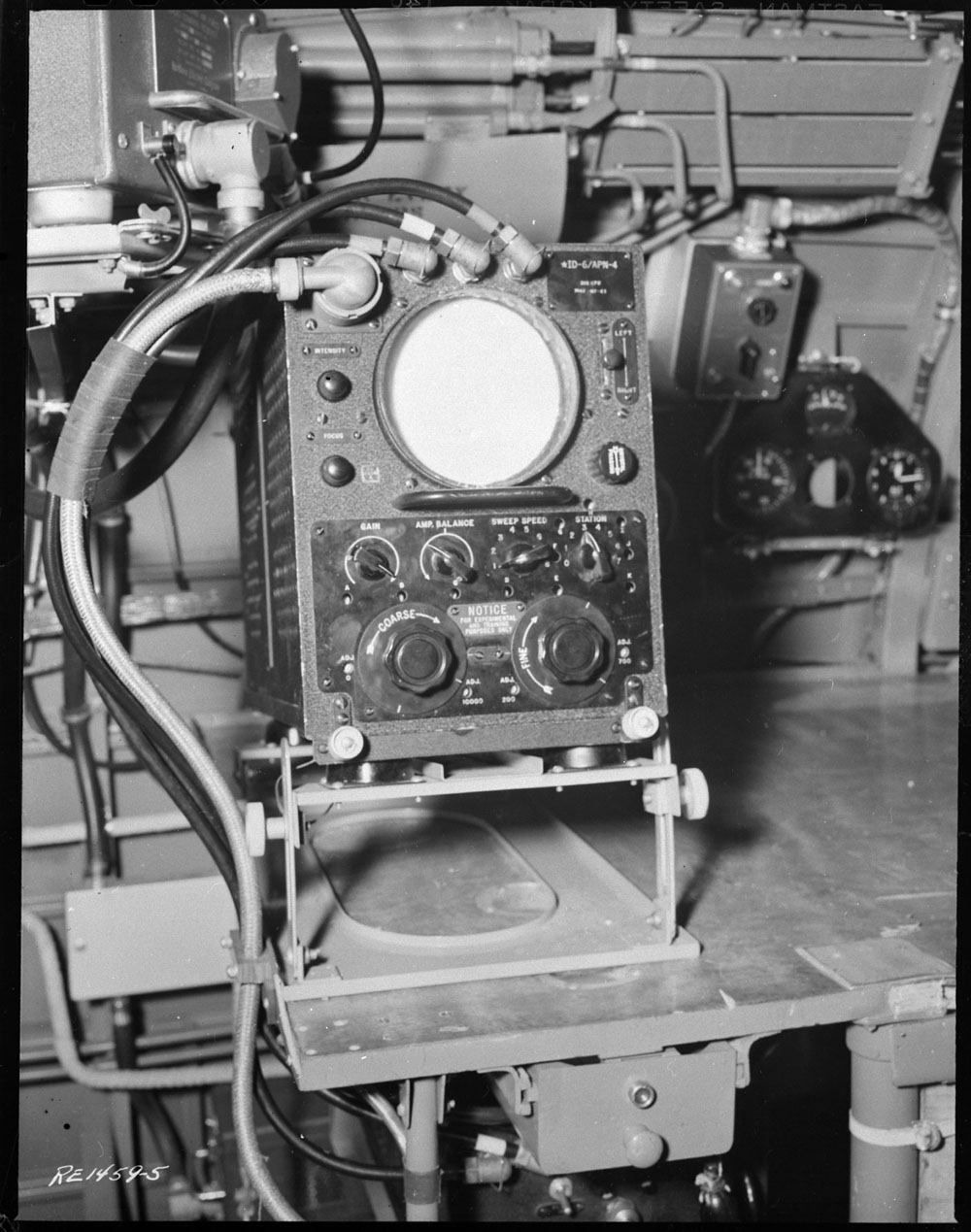
LORAN受信機（AN/APN-4）
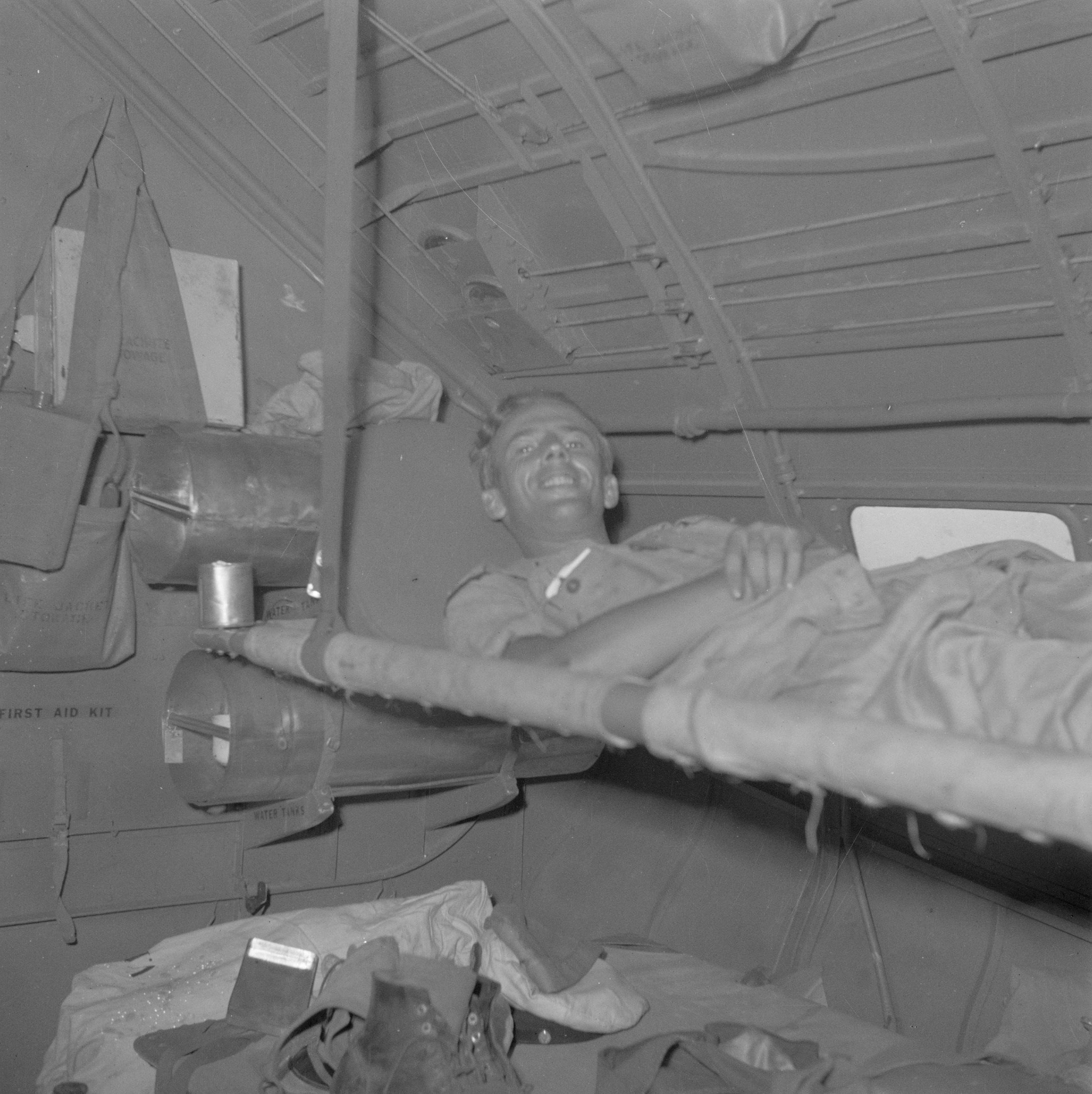
機内に収容された負傷兵
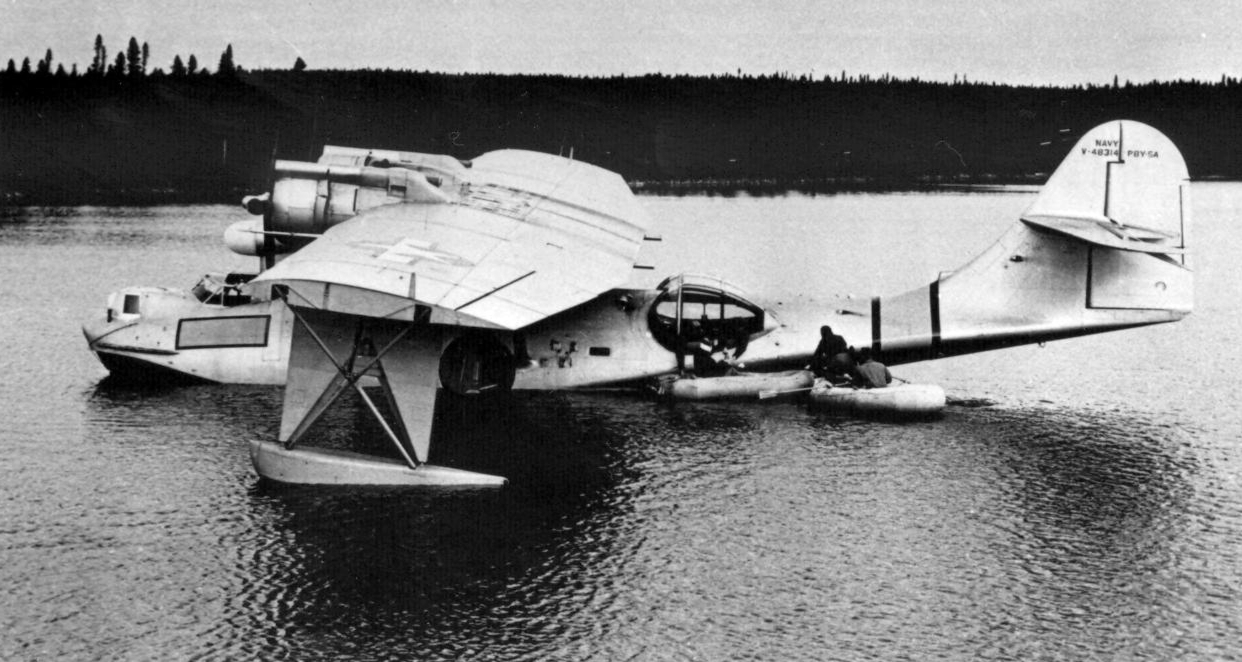
ガンダー国際空港付近に墜落したサベナ・ベルギー航空のDC-4の乗客を救助するアメリカ沿岸警備隊のPBY-5A（1946年9月18日）
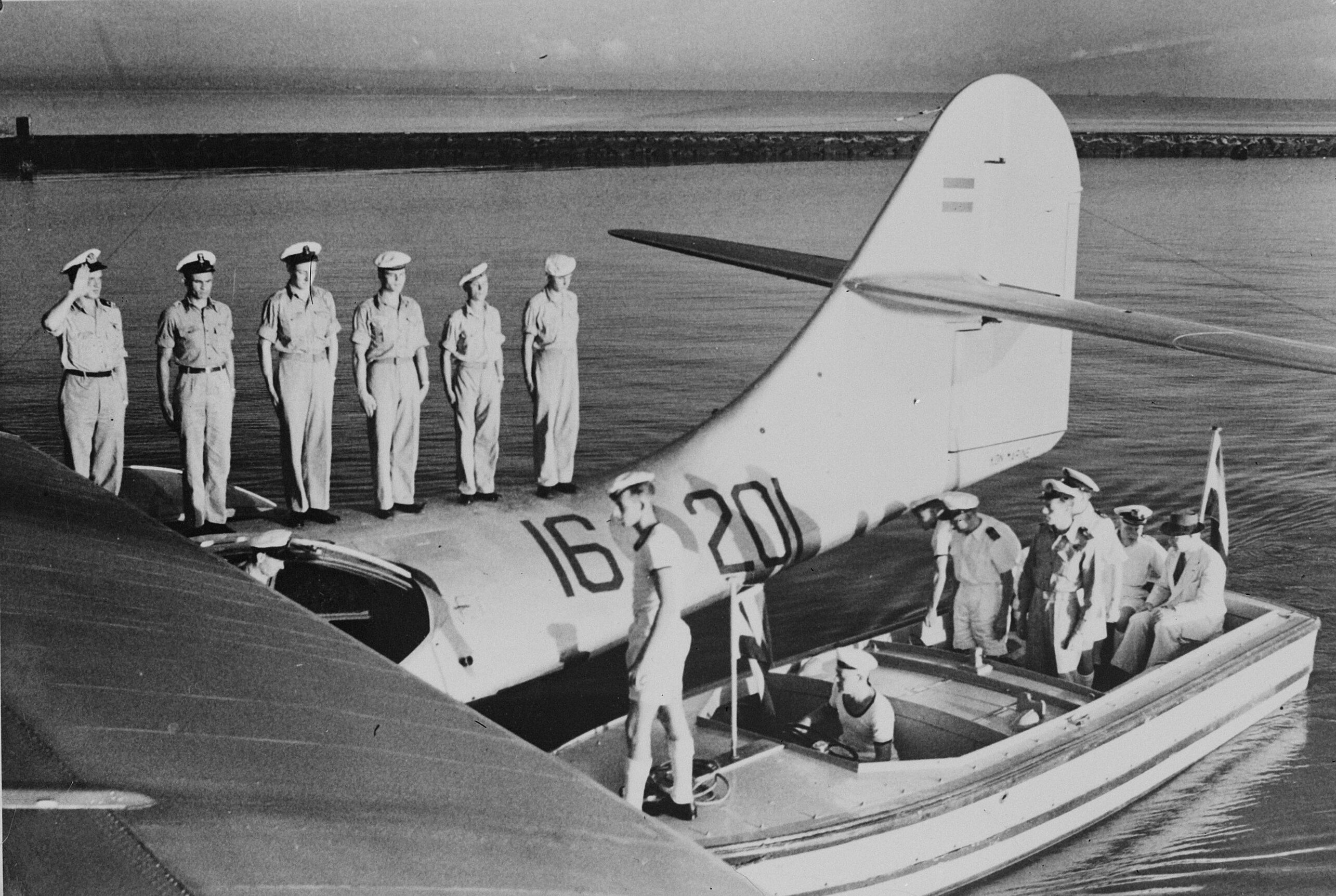
機上に整列してボートに乗った士官を出迎える搭乗員（1949年）
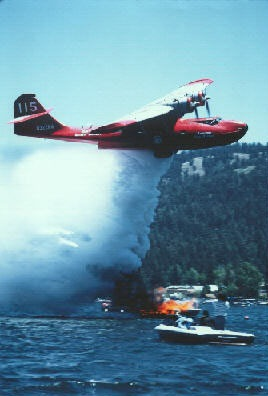
空中放水を行う消防機改造型PBY
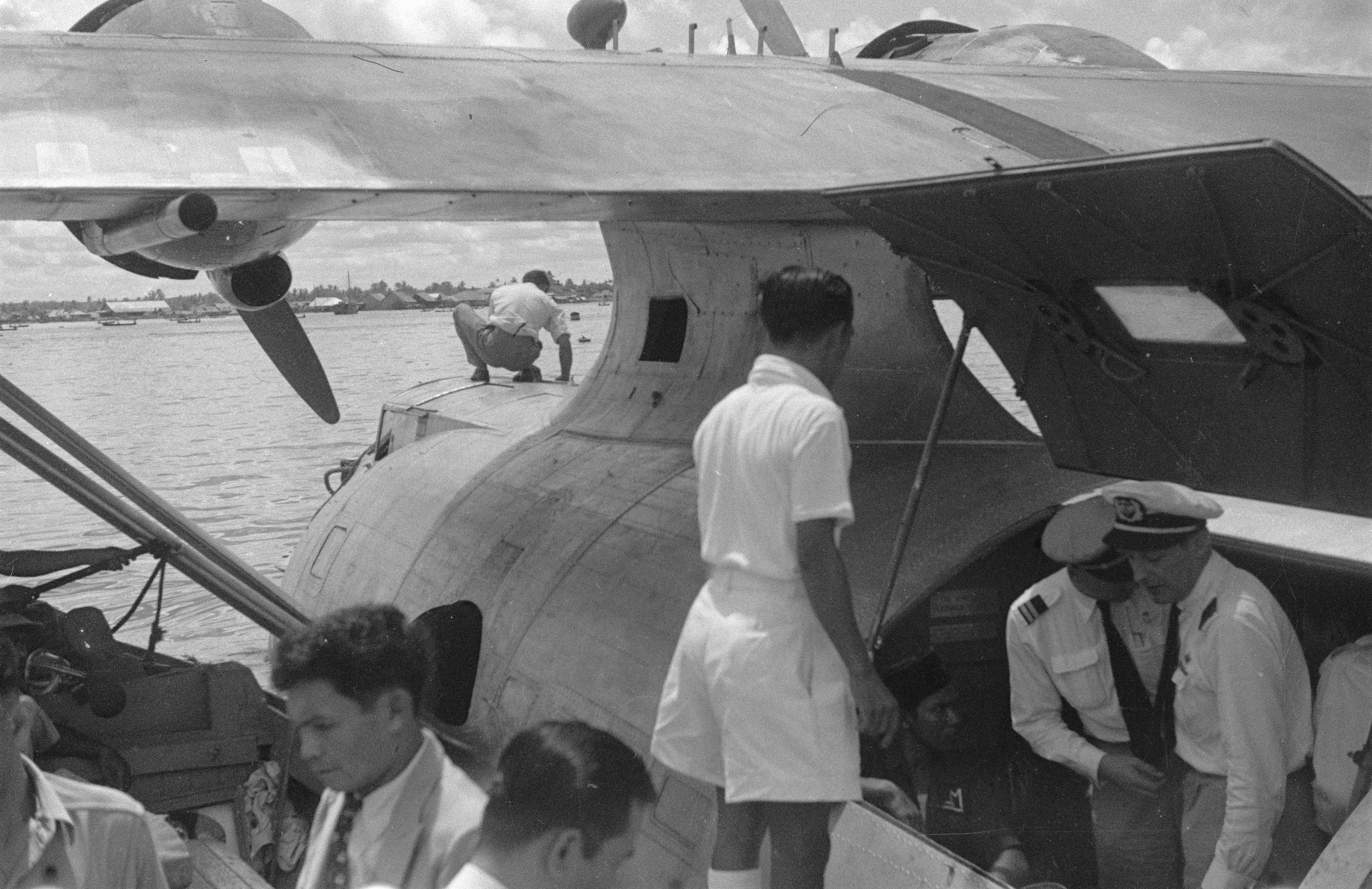
旅客機となったPBYへ乗り込む乗客（1947年）

## 各型

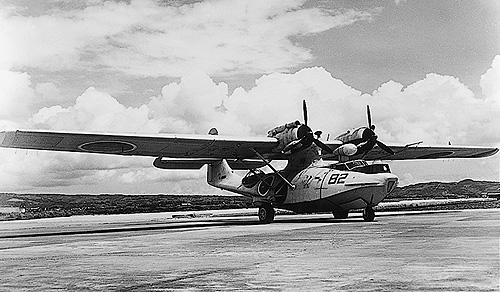
海上自衛隊で使用されたPBY-6A

XP3Y-1
試作機。
PBY-1
初期量産型。60機生産。
PBY-2
水平尾翼の改修。50機生産。
PBY-3
エンジンをR-1830-66（900馬力）に換装。66機生産。
PBY-4
エンジンをR-1830-72（1,050馬力）に換装。33機生産。
PBY-5
エンジンをR-1830-90（1,200馬力）に換装。垂直尾翼後縁を直線状に変更。後部側面銃座の風防をスライド式からブリスター型へ変更し、射撃範囲を拡大。684機生産。英軍名称 Catalina Mk.I。
PBY-5A
機首下面および胴体側面に引き込み式の車輪を装備。水陸両用機となる。802機生産。英軍名称 Catalina Mk.III。
PBY-6A
AN/APS-3レーダーを増備。水陸両用機。安定性向上のため垂直尾翼を大型化。175機生産。海上自衛隊に2機が供与。
PB2B-1
PBY-5のボーイングでの生産型。
PB2B-2
PBY-6Aのボーイングでの生産型。67機生産。
A-10
アメリカ陸軍航空軍向けの機体。1948年以前はOA-10と呼称。
A-10A
PBY-5Aに準拠した機体。1948年以前はOA-10A。
A-10B
PBY-6Aに準拠した機体。1948年以前はOA-10B。

## 諸元

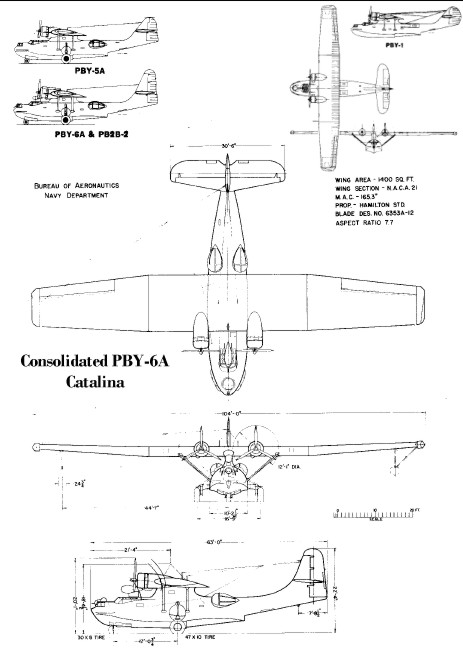
PBY-6A 3面図

| 機体名     | PBY-4                                                                                      | PBY-4                                                                                      | PBY-4                                                                                      |
| ---------- | ------------------------------------------------------------------------------------------ | ------------------------------------------------------------------------------------------ | ------------------------------------------------------------------------------------------ |
| ミッション | PATROL                                                                                     | BOMBER                                                                                     | TORPEDO                                                                                    |
| 全長       | 65ft 10in (20.07m)                                                                         | 65ft 10in (20.07m)                                                                         | 65ft 10in (20.07m)                                                                         |
| 全幅       | 104ft (31.7m)                                                                              | 104ft (31.7m)                                                                              | 104ft (31.7m)                                                                              |
| 全高       | 18ft 6in (5.64m)                                                                           | 18ft 6in (5.64m)                                                                           | 18ft 6in (5.64m)                                                                           |
| 翼面積     | 1,400ft2 (130.06m2)                                                                        | 1,400ft2 (130.06m2)                                                                        | 1,400ft2 (130.06m2)                                                                        |
| 空虚重量   | 14,999lbs (6,803kg)                                                                        | 14,999lbs (6,803kg)                                                                        | 14,999lbs (6,803kg)                                                                        |
| 離陸重量   | 29,244lbs (13,265kg)                                                                       | 30,000lbs (13,608kg)                                                                       | 30,000lbs (13,608kg)                                                                       |
| 搭載燃料   | 1,750gal (6,624ℓ)                                                                          | 1,185gal (4,486ℓ)                                                                          | 1,180gal (4,467ℓ)                                                                          |
| 携行装備   | ―                                                                                          | 1,000lbs爆弾×4                                                                             | Mk.13魚雷×2                                                                                |
| プロペラ   | ブレード3枚 直径12ft 1in (3.68m) ×2                                                        | ブレード3枚 直径12ft 1in (3.68m) ×2                                                        | ブレード3枚 直径12ft 1in (3.68m) ×2                                                        |
| エンジン   | プラット・アンド・ホイットニー R-1830-72空冷星型レシプロエンジン (1,050Bhp) ×2基           | プラット・アンド・ホイットニー R-1830-72空冷星型レシプロエンジン (1,050Bhp) ×2基           | プラット・アンド・ホイットニー R-1830-72空冷星型レシプロエンジン (1,050Bhp) ×2基           |
| 最高速度   | 194mph/12,000ft (312km/h 高度3,658m)                                                       | 185mph/12,000ft (298km/h 高度3,658m)                                                       | 188mph/12,000ft (303km/h 高度3,658m)                                                       |
| 航続距離   | 4,110mile (6,614km)                                                                        | 2,630mile (4,233km)                                                                        | 2,400mile (3,862km)                                                                        |
| 武装       | AN/M2 12.7mm機関銃×2 (弾数計800発) + AN/M2 7.62mm機関銃×2 (弾数計1,500発)                  | AN/M2 12.7mm機関銃×2 (弾数計800発) + AN/M2 7.62mm機関銃×2 (弾数計1,500発)                  | AN/M2 12.7mm機関銃×2 (弾数計800発) + AN/M2 7.62mm機関銃×2 (弾数計1,500発)                  |
| 外部兵装   | 1,000/500lbs爆弾×4・100lbs爆弾×12、325lbs爆雷×4、Mk.13魚雷×2                               | 1,000/500lbs爆弾×4・100lbs爆弾×12、325lbs爆雷×4、Mk.13魚雷×2                               | 1,000/500lbs爆弾×4・100lbs爆弾×12、325lbs爆雷×4、Mk.13魚雷×2                               |
| 機体名     | PBY-5A                                                                                     | PBY-5A                                                                                     | PBY-5A                                                                                     |
| ミッション | PATROL                                                                                     | A.S. PATROL                                                                                | TORPEDO                                                                                    |
| 全長       | 63ft 10.44in (19.47m)                                                                      | 63ft 10.44in (19.47m)                                                                      | 63ft 10.44in (19.47m)                                                                      |
| 全幅       | 104ft (31.7m)                                                                              | 104ft (31.7m)                                                                              | 104ft (31.7m)                                                                              |
| 全高       | 20ft 2in (6.15m)                                                                           | 20ft 2in (6.15m)                                                                           | 20ft 2in (6.15m)                                                                           |
| 翼面積     | 1,400ft2 (130.06m2)                                                                        | 1,400ft2 (130.06m2)                                                                        | 1,400ft2 (130.06m2)                                                                        |
| 空虚重量   | 20,910lbs (9,485kg)                                                                        | 20,910lbs (9,485kg)                                                                        | 20,910lbs (9,485kg)                                                                        |
| 離陸重量   | 33,975lbs (15,411kg)                                                                       | 35,420lbs (16,066kg)                                                                       | 35,300lbs (16,012kg)                                                                       |
| 搭載燃料   | 1,463gal (5,538ℓ)                                                                          | 1,463gal (5,538ℓ)                                                                          | 1,000gal (3,785ℓ)                                                                          |
| 携行装備   | ―                                                                                          | 325lbs爆雷×4                                                                               | Mk.13魚雷×2                                                                                |
| プロペラ   | ブレード3枚 直径12ft 1in (3.68m) ×2                                                        | ブレード3枚 直径12ft 1in (3.68m) ×2                                                        | ブレード3枚 直径12ft 1in (3.68m) ×2                                                        |
| エンジン   | プラット・アンド・ホイットニー R-1830-92空冷星型レシプロエンジン (1,200Bhp) ×2基           | プラット・アンド・ホイットニー R-1830-92空冷星型レシプロエンジン (1,200Bhp) ×2基           | プラット・アンド・ホイットニー R-1830-92空冷星型レシプロエンジン (1,200Bhp) ×2基           |
| 最高速度   | 179mph/7,000ft (288km/h 高度2,134m)                                                        | 175mph/7,000ft (282km/h 高度2,134m)                                                        | 173mph/7,000ft (278km/h 高度2,134m)                                                        |
| 航続距離   | 2,545st.mile (4,096km)                                                                     | 2,350st.mile (3,782km)                                                                     | 1,500st.mile (2,414km)                                                                     |
| 武装       | AN/M2 12.7mm機関銃×2 (弾数計840発) + AN/M2 7.62mm機関銃×3 (弾数計2,600発)                  | AN/M2 12.7mm機関銃×2 (弾数計840発) + AN/M2 7.62mm機関銃×3 (弾数計2,600発)                  | AN/M2 12.7mm機関銃×2 (弾数計840発) + AN/M2 7.62mm機関銃×3 (弾数計2,600発)                  |
| 外部兵装   | 1,000lbs爆弾または500lbs爆弾×4・100lbs爆弾×12、650lbs爆雷×4または325lbs爆雷×4、Mk.13魚雷×2 | 1,000lbs爆弾または500lbs爆弾×4・100lbs爆弾×12、650lbs爆雷×4または325lbs爆雷×4、Mk.13魚雷×2 | 1,000lbs爆弾または500lbs爆弾×4・100lbs爆弾×12、650lbs爆雷×4または325lbs爆雷×4、Mk.13魚雷×2 |

## 現存する機体
- 機体番号の欄は、無表記で4桁か5桁のものが米海軍航空局の機体番号(BuNo.)であり、ハイフンありが米陸軍航空軍、前にRAF、RAAF、RCAF、RDAF、RSwAF、SPAFとあるものはそれぞれイギリス空軍、オーストラリア空軍、カナダ空軍、オランダ空軍、スウェーデン空軍、スペイン空軍における番号である。
- すべての機体を掲載しているわけではない。その他機体はウォーバード・レジストリに掲載。
- 出典は各博物館サイトとウォーバード・レジストリ等に拠る。

| 型名           | 番号                                   | 機体写真 | 国名                                        | 所有者                                                                                                  | 公開状況 | 状態     | 備考 |
| -------------- | -------------------------------------- | -------- | ------------------------------------------- | --- | -------- | -------- | --- |
| PBY-5          | 2305 RAAF A24-30                       |          | オーストラリア ビクトリア州                 | 飛行艇博物館 (旧ボガ湖飛行艇基地)                                                                       | 公開     | 静態展示 | 製造番号 146。                                                                                              |
| PBY-5A         | 2459                                   |          | オランダ リリーステッド                     | スティッチング・ネプチューン・アソシエイション (Stichting Neptune Association) リリーステッド空港に保管 | 公開     | 飛行可能 | 製造番号 300。                                                                                              |
| PBY-5A         | 5021                                   |          | カナダ ノバスコシア州                       | 太平洋カナダ航空博物館                                                                                  | 公開     | 修復中   | 製造番号 110。飛行登録番号 CF-HFL。                                                                         |
| PBY-5A         | 5028 RAF FP216                         |          | アメリカ合衆国 フロリダ州                   | 国立海軍航空博物館                                                                                      | 公開     | 静態展示 | 製造番号 117。胴体のみ内部が見えるように展示されている。写真                                                |
| PBY-5A         | 8109 RDAF FM-57 RDAF 82-857 RDAF L-857 |          | ノルウェー ローガラン県                     | ソラ航空歴史博物館                                                                                      | 公開     | 静態展示 | 製造番号 928。                                                                                              |
| PBY-5          | 8317                                   |          | アメリカ合衆国 フロリダ州                   | 国立海軍航空博物館                                                                                      | 公開     | 静態展示 | 製造番号 1211。                                                                                             |
| PBY-5A         | 22025                                  |          | インドネシア ジョグジャカルタ州             | インドネシア空軍中央博物館                                                                              | 公開     | 静態展示 | 製造番号 1903。                                                                                             |
| PBY-5A         | 33966                                  |          | アメリカ合衆国 フロリダ州                   | ファンタジー・オブ・フライト                                                                            | 公開     | 修復待ち | 製造番号 1520。                                                                                             |
| PBY-5A SA-10A  | 33993 43-43847                         |          | アメリカ合衆国 ワシントン州                 | マコード航空博物館                                                                                      | 公開     | 静態展示 | 製造番号 1547。OA-10A / 434033として展示されている。                                                        |
| PBY-5A         | 46456                                  |          | アメリカ合衆国 ニューヨーク市               | ゲートウェイ国立保養地区 フロイト・ベネット・フィールド                                                 | 公開     | 修復中   | 製造番号 1820。                                                                                             |
| PBY-5A         | 46522                                  |          | アメリカ合衆国 オレゴン州                   | ティラムック航空博物館                                                                                  | 公開     | 飛行可能 | 製造番号 1886。飛行登録番号 N2172N。                                                                        |
| PBY-5A         | 46582                                  |          | アメリカ合衆国 フロリダ州                   | ジャクソンヴィル海軍航空基地                                                                            | 公開     | 静態展示 | 製造番号 1946。                                                                                             |
| PBY-5A         | 46590 RAAF A24-387                     |          | アメリカ合衆国 アリゾナ州                   | ピマ航空宇宙博物館                                                                                      | 公開     | 保管中   | 製造番号 2143。                                                                                             |
| PBY-5A OA-10A  | 46595 44-33879                         |          | アメリカ合衆国 オハイオ州                   | 国立アメリカ空軍博物館                                                                                  | 公開     | 静態展示 | 製造番号 1959。                                                                                             |
| PBY-5A         | 46596 SPAF DR.1-1                      |          | スペイン マドリード                         | スペイン航空宇宙博物館                                                                                  | 公開     | 静態展示 | 製造番号 1960。                                                                                             |
| PBY-5A         | 46602                                  |          | アメリカ合衆国 フロリダ州                   | 国立海軍航空博物館                                                                                      | 公開     | 静態展示 | 製造番号 1966。飛行登録番号 N607CC。                                                                        |
| PBY-5A         | 46624                                  |          | オーストラリア 西オーストラリア州           | 航空遺産博物館                                                                                          | 公開     | 静態展示 | 製造番号 1988。飛行登録番号 N9502C。                                                                        |
| PBY-5A         | 46633                                  | 写真     | アイルランド ダブリン                       | ウェストン空港 (Weston Airport)                                                                         | 公開     | 保管中   | 製造番号 1997。飛行登録番号 VP-BPS。                                                                        |
| PBY-5A         | 48287                                  |          | アメリカ合衆国 ユタ州                       | ユタ銀行                                                                                                | 公開     | 静態展示 | 製造番号 1649。                                                                                             |
| PBY-5A         | 48294                                  |          | アメリカ合衆国 バージニア州                 | 軍事航空博物館                                                                                          | 公開     | 飛行可能 | 製造番号 1656。飛行登録番号 N9521C。                                                                        |
| PBY-5A         | 48334                                  | 写真     | ニュージーランド                            | クラシックフライヤーズ博物館                                                                            | 公開     | 静態展示 | 製造番号 1696。                                                                                             |
| PBY-5A         | 48375                                  |          | アメリカ合衆国                              | ファンタジー・オブ・フライト                                                                            | 公開     | 飛行可能 | 製造番号 1737。飛行登録番号 N96UC。                                                                         |
| PBY-5A         | 48396                                  |          | アメリカ合衆国 アリゾナ州                   | ピマ航空宇宙博物館                                                                                      | 公開     | 保管中   | 製造番号 1758。飛行登録番号 N10609。                                                                        |
| PBY-5A         | 48406                                  |          | アメリカ合衆国                              | サンディエゴ航空宇宙博物館                                                                              | 公開     | 静態展示 | 製造番号 1768。                                                                                             |
| PBY-5A         | 48419                                  | 写真     | ブラジル                                    | 航空宇宙博物館                                                                                          | 公開     | 静態展示 | 製造番号 1781。                                                                                             |
| PBY-5A         | 48426                                  | 写真     | アメリカ合衆国                              | パームスプリングス航空博物館                                                                            | 公開     | 静態展示 | 製造番号 1788。                                                                                             |
| PBY-5A         | FAE 53602                              | 写真     | エクアドル ピチンチャ県                     | 空軍航空博物館                                                                                          | 公開     | 静態展示 | |
| PBY-6A         | 46643 FAB 6552                         | 写真     | ブラジル パラー州                           | ベレン空軍基地                                                                                          | 公開     | 静態展示 | 製造番号 2007。飛行登録番号 PP-PEB。                                                                        |
| PBY-6A         | 46644                                  | 写真     | オーストラリア クイーンズランド州           | カンタス設立者アウトバック博物館                                                                        | 公開     | 飛行可能 | 製造番号 2008。飛行登録番号 VH-EAX。                                                                        |
| PBY-6A         | 46645 RAF FP535                        | 写真     | ノルウェー ノードランド                     | ノルウェー航空博物館                                                                                    | 公開     | 静態展示 | 製造番号 2009。                                                                                             |
| PBY-6A         | 46655                                  |          | カナダ ニューファンドランド・ラブラドール州 | ニューファンドランド・ラブラドール州政府                                                                | 非公開   | 静態展示 | 製造番号 2019。飛行登録番号 C-FIZU。                                                                        |
| PBY-6A         | 46662                                  | 写真     | アメリカ合衆国                              | ウィルソン・コニー・エドワーズ氏(Wilson Connie Edwards)                                                 | 非公開   | 飛行可能 | 製造番号 2026。                                                                                             |
| PBY-6A         | 46665                                  |          | オーストラリア ニューサウスウェールズ州     | ザ・カタリナ飛行記念社 (The Catalina Flight Memorial Ltd.) バンクスタウン空港に保管                     | 公開     | 修復中   | 製造番号 2029。飛行登録番号 VH-CAT。                                                                        |
| PBY-6A         | 46679 RAAF A24-362                     |          | オーストラリア ニューサウスウェールズ州     | 歴史的航空機修復会                                                                                      | 公開     | 飛行可能 | 製造番号 2043。飛行登録番号 VH-EPZ。                                                                        |
| PBY-6A         | 64054 HK-2115P                         |          | ドイツ ニーダーザクセン州                   | 個人 | 公開     | 保管中   | 製造番号 2125。                                                                                             |
| 28-5AMC PBV-1A | RCAF 9742                              |          | アメリカ合衆国 アリゾナ州                   | ピマ航空宇宙博物館                                                                                      | 公開     | 静態展示 | 製造番号 407。飛行登録番号 N68740。2017年までローンスター飛行博物館が所有していた。                         |
| PBV-1A         | RCAF 9767 21996                        |          | フランス パリ                               | カタリナ・エア・トラスト (Catalina Air Trust)                                                           | 公開     | 飛行可能 | 飛行登録番号 N9767。                                                                                        |
| PBV-1A Tp47    | RCAF 9810 RSwAF 47001                  |          | スウェーデン                                | スウェーデン空軍博物館                                                                                  | 公開     | 静態展示 | 製造番号 CV-244。                                                                                           |
| PBV-1A         | RCAF 9815                              |          | アメリカ合衆国                              | エヴァーグリーン航空宇宙博物館                                                                          | 公開     | 静態展示 | 製造番号 CV-249。                                                                                           |
| PBV-1A         | RCAF 9825                              | 写真     | アメリカ合衆国                              | ハロルド・カーロウ記念軍事博物館 (Harold Carlaw Memorial Military Museum)                               | 公開     | 保管中   | 製造番号 CV-259。                                                                                           |
| PBV-1A         | RCAF 9830 RAF CV264                    |          | カナダ                                      | ケベック航空財団 (Foundation Aerovision Quebec)                                                         | 非公開   | 静態展示 | 製造番号 CV-264。                                                                                           |
| PBV-1A         | RCAF 9837                              |          | カナダ                                      | 北大西洋航空博物館                                                                                      | 公開     | 静態展示 | 製造番号 CV-271。                                                                                           |
| PBV-1A         | RCAF 9838                              | 写真     | アメリカ合衆国 テキサス州                   | 歴史航空記念博物館                                                                                      | 公開     | 静態展示 | 製造番号 CV-272。飛行登録番号 N4934H。                                                                      |
| PBV-1A         | RCAF 11005                             |          | イギリス                                    | カタリナ航空機株式会社 (Catalina Aircraft Ltd.)                                                         | 公開     | 飛行可能 | 製造番号 CV-283。飛行登録番号 G-PBYA。米陸軍航空隊で運用されたOA-10/44-33915号機の塗装がされている。        |
| PBV-1A         | RCAF 11024                             |          | カナダ                                      | バッファロー航空                                                                                        | 非公開   | 保管中   | 製造番号 CV-301。                                                                                           |
| PBV-1A         | RCAF 11042                             | 写真     | ギリシャ                                    | アテネ・エアリフトサービス株式会社 (Athenian Airlift Service Ltd.)                                      | 非公開   | 飛行可能 | 製造番号 CV-333。飛行登録番号 C-FPQF。米海軍で運用された機体のマーキング、5B-PBY/31-P-5の塗装がされている。 |
| PBV-1A         | RCAF 11047                             |          | アメリカ合衆国                              | ハンス・ローリドセン氏(Hans Lauridsen)                                                                  | 非公開   | 修復中   | 製造番号 CV-343。飛行登録番号 N343CV。                                                                      |
| PBV-1A         | RCAF 11054                             |          | ニュージーランド                            | カタリナグループ                                                                                        | 公開     | 飛行可能 | 製造番号 CV-357。飛行登録番号 ZK-PBY。ニュージーランド空軍 NZ4017号機の塗装がされている。                   |
| PBV-1A         | RCAF 11060 RAAF A24-104                |          | オーストラリア ビクトリア州                 | オーストラリア空軍博物館                                                                                | 公開     | 静態展示 | 製造番号 CV-369。飛行登録番号 VH-EXG。胴体のみ展示されている。                                              |
| PBV-1A         | RCAF 11074                             | 写真     | アメリカ合衆国 テキサス州                   | ウィルソン・エドワーズ氏 (Wilson Edwards)                                                               | 非公開   | 飛行可能 | 製造番号 CV-397。飛行登録番号 N222FT。                                                                      |
| PBV-1A         | RCAF 11084                             |          | カナダ オンタリオ州                         | カナダ軍用機遺産博物館                                                                                  | 公開     | 飛行可能 | 製造番号 CV-417。飛行登録番号 C-FPQL。RAF / 9754と塗装されている。                                          |
| PBV-1A         | RCAF 11088                             | 写真     | カナダ                                      | エクスプロイツ・ヴァレー航空サービス                                                                    | 公開     | 飛行可能 | 製造番号 CV-425。飛行登録番号 C-FPQM。                                                                      |
| PBV-1A         | RCAF 11089                             |          | アメリカ合衆国 カリフォルニア州             | 最高世代海軍博物館 (Greatest Generation Naval Museum)                                                   | 公開     | 飛行可能 | 製造番号 CV-427。飛行登録番号 N427CV。                                                                      |
| PBV-1A         | RCAF 11091                             |          | カナダ ニューファンドランド・ラブラドール州 | ニューファンドランド・ラブラドール州政府                                                                | 公開     | 静態展示 | 製造番号 CV-431。                                                                                           |
| PBV-1A         | RCAF 11093                             |          | カナダ オンタリオ州                         | デイヴィッド・T・ドロシュ氏 (David T. Dorosh)                                                           | 非公開   | 保管中   | 製造番号 CV-435。                                                                                           |
| PBV-1A         | RCAF 11094                             | 写真     | カナダ アルバータ州                         | ファーヴュウ航空機修復財団(FARS)                                                                        | 公開     | 飛行可能 | 製造番号 CV-437。飛行登録番号 C-FNJE。                                                                      |
| PBV-1A OA-10A  | RCAF 67918 44-33954                    | 写真     | アメリカ合衆国 アラスカ州                   | アラスカ航空博物館                                                                                      | 公開     | 静態展示 | 製造番号 CV-465。飛行登録番号 N57875。                                                                      |
| PBV-1A OA-10A  | RCAF 68013 44-34049                    |          | アメリカ合衆国 アリゾナ州                   | ピマ航空宇宙博物館                                                                                      | 公開     | 保管中   | 製造番号 CV-560。飛行登録番号 N322FA。                                                                      |
| OA-10A         | 44-34009 FACh 405                      |          | チリ サンティアゴ                           | 国立航空宇宙博物館                                                                                      | 公開     | 静態展示 | |
| PB2B-2         | 44248 RAF JX630 RAAF A24-385           |          | オーストラリア ニューサウスウェールズ州     | パワーハウス・ミュージアム                                                                              | 公開     | 静態展示 | 製造番号 61154。飛行登録番号 VH-ASA。                                                                       |

## 登場作品

### 映画
『キングコングの逆襲』
ドクター・フー一味の飛行艇として登場。北海道にキングコングが上陸したことを受けて迎えに来た海上自衛隊所属機と見せかけて主人公たちを拉致し、北極にある一味のアジトまで輸送する。
『トラ・トラ・トラ!』
アメリカ海軍所属機が登場。パールハーバーの上空を飛行するほか、地上に駐機していた機体が真珠湾攻撃による爆撃で破壊されてしまう。飛行シーンなどでは実物が、破壊されるシーンでは実物大セットや飛行不可能なスクラップが撮影に使用されている。地上で破壊されるカタリナは、明らかに骨格構造のない石膏模型である。
『ミッドウェイ (1976年の映画)』
アメリカ海軍所属機が登場。ミッドウェイから出撃して哨戒活動に従事するシーンで度々登場する。海戦前日の近藤信竹率いるミッドウェイ攻略部隊の発見や南雲忠一率いる機動部隊の発見など史実に基づいた活躍をしている。
『アルキメデスの大戦』
劇中の坊ノ岬沖海戦で登場。撃墜された航空機搭乗員の捜索救難を行っている。

### ゲーム
『War Thunder』
アメリカツリーでPBY-5およびPBY-5a、ソ連課金機としてPBY-5a、イギリス課金機としてCatalina Mk.IVaが登場。
『艦隊これくしょん -艦これ-』
PBY-5Aが登場。本機を基地航空隊に配備すると、戦闘における基地航空隊の損耗を軽減できる「カタリナ救助」という特殊効果が発動する。
『コール オブ デューティ ワールド・アット・ウォー』
日本海軍の特攻を受けて沈没したフレッチャー級駆逐艦の乗組員を救助するために着水し、救助活動を行う。